# Ed Millard
Edward „Ed” Millard (ur. 6 listopada 1946 w Thornloe, zm. 13 października 2024) – kanadyjski zapaśnik walczący w obu stylach. Olimpijczyk z Meksyku 1968, gdzie zajął trzynaste miejsce w stylu wolnym i piętnaste miejsce w stylu klasycznym. Walczył w wadze półciężkiej.
Złoty medalista igrzysk Brytyjskiej Wspólnoty Narodów w 1970. Piąty na igrzyskach panamerykańskich w 1967 roku.

## Letnie Igrzyska Olimpijskie 1968
| Konkurencja      | Rundy eliminacyjne             | Rundy eliminacyjne      | Rundy eliminacyjne     | Klas. końcowa |
| Konkurencja      | Przeciwnik I                   | Przeciwnik II           | Przeciwnik III         | Miejsce       |
| ---------------- | ------------------------------ | ----------------------- | ---------------------- | ------------- |
| 97 kg styl wolny | Chorloogijn Bajanmönch (MGL) P | Ryszard Długosz (POL) Z | József Csatári (HUN) P | 13.           |

| Konkurencja          | Rundy eliminacyjne    | Rundy eliminacyjne         | Klas. końcowa |
| Konkurencja          | Przeciwnik I          | Przeciwnik II              | Miejsce       |
| -------------------- | --------------------- | -------------------------- | ------------- |
| 97 kg styl klasyczny | Takeshi Nagao (JPN) P | Nikołaj Jakowienko (URS) P | 15.           |